# Metropolia Shillong
Metropolia Shillong – jedna z 24 metropolii kościoła rzymskokatolickiego w Indiach. Została erygowana 26 czerwca 1969.

## Diecezje
- Archidiecezja Shillong
  - Diecezja Agartala
  - Diecezja Aizawl
  - Diecezja Jowai
  - Diecezja Nongstoin
  - Diecezja Tura

## Metropolici
- Hubert D’Rosario (1969-1994)
- Tarcisius Resto Phanrang (1995-1999)
- Dominic Jala (1999-2019)
- Victor Lyngdoh (od 2021)